# Dona Eusébia
Dona Eusébia är en kommun i Brasilien.   Den ligger i delstaten Minas Gerais, i den sydöstra delen av landet, 800 km sydost om huvudstaden Brasília. Antalet invånare är 6 001. Arean är 70 kvadratkilometer.
Terrängen i Dona Eusébia är huvudsakligen lite kuperad.
Omgivningarna runt Dona Eusébia är huvudsakligen savann. Runt Dona Eusébia är det tätbefolkat, med 297 invånare per kvadratkilometer.